# Nicolaus Oresmius
Nicolaus Oresmius (Nicole Oresme, Nicholas Oresme ili Nicolas d'Oresme, Nikola iz Oresmea; Normandija, prije 1330. – Lisieux, 11. srpnja 1382.), francuski katolički biskup, polihistor, filozof, znanstvenik na području prirodnih i ekonomskih znanosti.
Iznio je mišljenje da fizičke veličine treba kvantificirati(da im se trebaju pridružiti brojčane vrijednosti), koje se kosilo s Aristotelovom teorijom prema kojoj fizičke veličine trebaju imati kvalitativna svojstva. Istraživao je osnove gibanja. Formulirao je pravilo da pri jednolikom gibanju put ovisi o srednjoj(prosječnoj) brzini. Primijetio je i da motritelj može primijetiti samo relativna gibanja, što ga čini prethodnikom Galileove teorije klasične relativnosti gibanja. Zastupao je stav da Bibliju ne treba shvaćati doslovno. To je objasnio na citatu u kojem je, po drugim teolozima pisalo da se Sunce kreće oko Zemlje (Jš,10). Prema Oresmiusu taj biblijski citat treba tumačiti kao relativno gibanje Zemlje i Sunca, što ga svrstava među prve protivnike Geocentričnog shvaćanja.
Nikola iz Oresma, također zvan, Nikola ď Oresme,ili Nikolas Oresme jedan je od najutjecajnijih i najpoznatijih filozofa 14. stoljeća 
Bio je filozof, astronom, teolog, ekonomist, matematičar, fizičar, muzikolog, biskup u Lisieux, sposoban prevoditelj, savjetnik francuskog kralja Karla V. i jedan od najoriginalnijih mislioca četrnaestog stoljeća. 
Rođen je između 1320. – 1325. u mjestu Allemagneu, sadašnjem Fleury-sur-Orne u blizini Caen, Normandija u biskupiji Bayeuxu. Jako malo se zna o njegovoj obitelji. Činjenica da je pohađao Navarski kolegi, ustanovu za studente koji nisu mogli platiti svoje troškove boravka na pariškom sveučilištu govori da je dolazio iz siromašne seoske obitelji.

## Služba Nikole iz Oresma
Oresme započinje svoj studi u Parizu prije 1342. god. zajedno s Ivanom Buridanom (Johanes Buridanus) i Albertom Saksonskim (Albertus de Saxonia), gdje dobiva svoj naslov Magister Artium. Nedavno otkriveno papinsko pismo gdje se Nikola oslovljava kao Magistar Artium datirano je 1342. godine. Ovo pismo ga smješta u Pariz za vrijeme Ockhamova nominalizma. Teološki studij započinje 1348. godine, a 1356. godine prima doktorat te iste godine postaje ravnatelj (grand-maître) Navarskog kolegija. Mnogi njegovi promišljeni traktati na latinskom iz 1360. godine pokazuju da je Oresme bio u to vrijeme uvaženi i poštovani znanstvenik koji je privukao pažnju kraljevske obitelji, njegov rad ga dovodi u osobni kontakt s budućim Karlom V. u 1365. godini. Početkom 1356. godine, tijekom zarobljeništva njegova oca Ivana II., u Engleskoj, Karlo V. je nastupio kao regent i od 1364. do 1380. godine vladao kao kralj Francuske. U rujnu 1359. godine Oresme postaje kraljev tajnik (secretaire du roi) i u kratkom roku kapelan i savjetnik kralja. Postoji duga tradicija da je Nikola bio i odgojitelj Karla V. ali nema previše dokaza koji bi potvrdili tu tvrdnju. Kralj je imao veliko povjerenje i poštovanje prema Nikoli i njegovim postignućima te je često slijedio njegove savjete, također ga je potaknu da napiše mnoga djela koja su potpomogla razvoju znanosti u francuskom kraljevstvu. Puno toga se može reći o utjecaju Nikole na kralja i njegovu vladavinu. Kraljeva progresivna politika u ekonomskom, etičkom i filozofskom pogledu mora se pripisati Oresmu. Kraljevo povjerenje u Oresmea očituje se iz više slučajeva, još kao ravnatelja Navarskog kolegija 1356. šalje ga u Rouen da isposluje zajam od gradskih vlasti te opet 1360. godine. Oresmeova marljivost nije ostala nenagrađena.1361. godine postaje arhiđakon u Bayeuxu. Poznato je da Nikola nije s oduševljenjem prihvatio imenovanje jer je morao napustit mjesto ravnatelja Navarskog kolegija. Postavši magistar teologije 23. rujna 1362. godine istodobno postaje kanonik katedrale u Rouenu, u vrijeme imenovanja još uvijek predaje kao redoviti profesor na Pariškom sveučilištu. U veljači 1363. postaje kanonik Svete Kapele (La Saint Chapelle) dobiva i prebendu a 1364. godine postaje dekan katedrale u Rouenu. Vjerojatno je da je kraljevska ruka Ivana II. imala utjecaj na Nikolina česta mijenjanja službi koja su se vršila na savjet Karla V. Za vrijeme njegovog službovanja u Ruoenu (1364. – 1377.) Oresmo je dosta vremena provodio u Parizu obavljajući poslove sveučilišta. Mnogi dokumenti potvrđuju njegov boravak u Parizu ali nema ni jednog koji bi potvrdio činjenicu da je i predavao na sveučilištu u to vrijeme. Oresmo započinje dugo odgađano prevođenje književnih djela na latinski i fracuski jezik po prijedlogu KarlaV. u Parizu što se najbolje vidi iz pisama što ih prima od Karla V. (28. kolovoza i 11, studenog 1372.) koji za to vrijeme boravi u Rouenu. Boravak u Parizu je kralj Nikoli produžio do 1380, kada je završio prijevod i komentar Aristotelove Etike, također prevodi i Politiku 1372.godine i Ekonomiju do 1374. godine a djelo O nebu i svijetu (De caelo i mundo) u 1377. godini. Oresmo je primao naknadu iz kraljevske riznice već 1371. godine kao naknadu za njegove napore. Upravo njemu a ne Decartesu pripada čast da je uporabio francuski jezik za izražavanje velikih znanstvenih i filozofskih istina. Zauzeti rad Nikole iz Oresma za dobrobit kraljevstva i kralja nagrađena je od strane Karla V. 3. rujna 1377. godine kada je postavljen za biskupa u Lisieuxu. Oresmo je preuzeo svoju biskupsku katedru tek u rujnu 1380. godine. Malo toga se zna za posljednjih 5 godina Nikolina života. Preminuo je u Lisieuxu 11. svibnja 1382. godine, dvije godine nakon Karla V. Pokopan je u svojoj katedrali.

## Znanstveni rad Nikole iz Orezma
Nikola iz Orema priznat je kao jedan od najvećih mislilaca 14. stoljeća što je i vidljivo iz njegovih spisa. U svojim djelima on raspravlja o ekonomskim, političkim i etičkim problemima, kao i o pitanjima fizike i astronomije. Pogled na ekonomsku problematiku sadržan je u njegovu komentaru Aristotelove Etike Livre apellé économique koja je izdana u Parizu 1370., kao i komentar na Aristotelovu Politiku i Ekonomiju Livre apellé politique i De origine, natura, jure et mutationibus monetarum 1371. Ova tri dijela napisana su na francuskom i latinskom jeziku a posljednje je obilježilo autora kao začetnika znanosti u ekonomiji kao i utemeljitelja francuskog znanstvenog jezika i terminologije.

## Doprinos na polju matematike
Najvažniji doprinos na polju matematike nalazi se u djelu Tractatus de cofiguratione qualitatum et motuum, koje je još u rukopisu. Dio ovog djela štampan je knjizi Ivana od Svetog Martina Tractatus de latitudinibus formarum, te je dugo vremena bilo jedini izvor za izučavanje Oresmovih matematičkih dostignuća. Zanimljiva je i činjenica da se znakovi za sabiranje (+) i oduzimanje (-) koji su u današnjoj uporabi javljaju po prvi puta kod Oresmea (u njegovim djelima) no moguće je da je prepisivač, a ne Oresmo, koristio taj simbol.

## Doprinosi na polju psihologije
Koristeći jaku empiričku metodu, Oresmo je istraživao cijeli jedan kompleks fenomena ljudske psihe. Bio je uvjeren u djelovanje nutarnjeg osjeta (sensus interior), njegove kompleksnosti i subjektivnosti percepcije svijeta. Koristeći ove pristupe Oresmo je bio tipični predstavnik «Pariške psihološke škole» koju su predstavljali Ivan Buridan, Henri od Hesse, i dugi. Njegov rad na ovom polju doveo ga je i u odnos sa znastvenim radom na polju optike koju zastupaju Alhazen, Roger Bacon, Witelo i drugi.U dodatku Oresmo je anticipirao neke važne činjenice psihologije u 19. i 20. stoljeću, pogotovo na poljima kognitivne psihologije.

## Doprinosi na području fizike
Na polju fizike Oresmo koristi i slijedi svog predhodnika Ivana Buridana i njegovog suvremenika Alberta Saksonca pogotovo kod problema statike i dinamike. Buridanovu teoriju impetusa iskoristio je Oresme da bi riješio svoju tezu o dnevnoj rotaciji zemlje oko svoje osi. Ta teorija glasi: Kako to da kamenje koje je pušteno padati s tornja pada ispod njega a ne iza njega, ako se zemlja vrti oko svoje osi? On koristi teoriju impetusa svog učitelja, da je rotacija zajednička i ovom kamenju koje ne usporava rotaciju. Premda još nisu posve poznata sva njegova djela, ipak se može sa sigurnošću ustvrditi kako veli Etienne Gilson da imamo Oresmu zahvaliti za tri velika otkrića. On je jasno pokazao zakon, prema kojemu padaju tijela; svagdanje okretanje zemlje oko svoje osi;  i prvu ideju analitičke geometrije. Osim toga odgovorio je i na poteškoće sa strane teologije, osobito one, koje se zasnivaju na Svetom Pismu, koje se tako izražava, kao da se sunce okreće oko zemlje. Oresme odgovara, da se Sveto Pismo u tome prilagođava našem načinu govora. Istina, o ovim se stvarima mnogo raspravljalo u pariškim znanstvenim krugovima. Tema kao takva aktualna je još od vremena svetog Augustina. Sveti Augustin je tvrdio kako kozmološka koncepcija Biblije (zemlja je ravna ploha natkriljena nebeskim svodom) proturječi grčkoj (Zemlja je kugla, a planeti se kreču oko nje): dakle, bila je riječ da se pojasne kriteriji kojih se treba pridržavati u tumačenju Pisma. Hiponski je biskup potvrđivao razliku između istine vjere i istine o prirodi; izmađu onoga što se odnosi na vjeru i onoga što se odnosi na poznavanje prirode. Sveti Toma je izjavio da su astrološka učenja (ptolomejsko i arestotelovsko) bila «pretpostavke» (suppositiones) koje služe tomu da dadnu neko krajnje tumačenje računanju kretanja planeta. Stoga je veliki značaj Oresmove misli na ovom polju. Stav tj. pogled sv. Augustina prihvaćen je i u kasnijoj patrističkoj egzegezi i autoritativno preuzet od svetog Tome. Ali nitko nije iznosio tako jasne razloge za nauk, da se zemlja okreće oko sunca, a ne sunce oko zemlje, kao Nikola iz Oresme. 

## Tumačenje Aristotelove knjige O nebu i svijetu
U svom djelu kojim je protumačio Aristotelov O nebu i svijetu (De celo et mundo), posvetio je četiri poglavlja pitanju, dali se zemlja okreče oko sunca, ili sunce oko zemlje:
	*I. poglavlje 
	Nitko ne može dokazati nikakvim iskustvom, da se nebo keče svagdanjim 	kretanjem, a zemlja da se ne kreće.
	*II. poglavlje
	Ovo se ne može dokazati niti iz razuma.
	*III. poglavlje
	Nekoliko lijepih razloga ,koji dokazuju, da se zemlja kreće svagdanjim 	kretanjem, a nebo da se ne kreće
	*IV. poglavlje
	Kako su korisna ova promatranja za obranu naše vjere.
Oresmo je pretpostavio da su boja i svijetlo iste prirode. S njegova gledišta boja je ništa drugo nego razbijeno bijelo svijetlo, govori da su sve boje dijelovi bijelog svijetla. U svom dijelu De visione stellarum Oresmo se pita dali su zvijezde stvarno tamo gdje ih vidimo i mislimo da jesu. Koristeći optiku Oresmo odgovara da nisu. Vidimo da on anticipira i brzinu svjetlosti, tema koja je još mnogo vremena poslije bila aktualna.

## Vanjske poveznice
- Tekst u Hrvatskoj enciklopediji LZMK